# Межигірський літопис
Межигі́рський літо́пис — український монастирський літопис 17 ст. Автором його вважається Ілля Кощаківський — настоятель церкви Межигірського монастиря. 1-й список містить опис історичних подій на Волині і Київщині 1393—1620 рр. 2-й список подає відомості з 1608 по 1700 рр., про визвольну боротьбу українського народу проти польсько-шляхетських і турецько-татарських загарбників. Як пам'ятка історичної літератури межигірський літопис посідає значне місце в українській історіографії 17 ст. Надрукований у «Збірнику літописів, що стосуються до історії Південної і Західної Русі» (1888 р.).

## Короткий зміст
Це типовий взірець т. зв. короткого козацького літопису 17 ст. (див. Козацькі літописи). Згідно з характером, патріотичним настроєм і майже живою народною мовою, можна твердити, що його автором був хтось із освічених запорожців, який доживав свого віку в Межигірському монастирі. Літопис складається з 41 оповідання, які охоплюють історичні події з 1608 до 1700. Із них 13 прямо чи посередньо стосуються самого монастиря, який протягом своєї двохсотрічної історії підтримував якнайтісніші зв'язки з Запорозькою Січчю (у 2-й пол. 17 ст. запорозькі козаки вважали Вольності Війська Запорозького Низового "парафією" Межигірського монастиря). У літописі подано важливіші історичні і політичні події 1-ї половини 17 ст. всієї України, особливо зазначено протипольські козацькі війни, що їх очолювали гетьмани М.Жмайло, В.Томиленко, П.Бут, Я.Острянин, полковник П.Скидан. З поразкою останніх, пише автор, пов'язано заснування Чугуївської слободи, а також призначення 1638 в козацькі полки польських полковників (див. Ординація Війська Запорозького 1638). У творі згадуються видатні українські культурні й церковні діячі Йов (Борецький), Петро (Могила), Сильвестр (Косов), Інокентій (Ґізель), а також імена польських королів, полководців, московських царів, воєвод, патріархів.
Докладно оповідається про переможний хід національно-визвольної війни під орудою Б.Хмельницького (див. також Національна революція (1648—1676)), зазначено смерть гетьмана. Автор пише про політику наступників Б.Хмельницького, починаючи від Ю.Хмельницького і кінчаючи І.Мазепою, союз П.Дорошенка з турецьким султаном Мегмедом IV, українсько-російські відносини політичного змісту. З історичних подій 2-ї пол. 17 ст. виділяє спустошення Києва військом князя Я.Радзивілла та поразку військ Б.Шереметьєва під містечком Чуднів (див. також Чуднівський договір 1660), похід польського короля Яна II Казимира Ваза, зупиняється на розриві відносин лівобережного гетьмана І.Брюховецького з Москвою, зазначає невдалий похід І.Самойловича і кн. В.Голіцина в Крим (див. Кримські походи 1687 і 1689), похід І.Мазепи і Б.Шереметьєва до фортеці Казікермен (нині м. Берислав) та участь козацьких полків під орудою Я.Лизогуба в здобутті Азова (див. також Азовсько-Дніпровські походи 1695–1696).
В літописі йдеться про окремі татарсько-турецькі наскоки на Україну і спустошення Полтавщини, Переяславщини, Чигирина, Кам'янця (нині м. Кам'янець-Подільський), події, що сталися в Москві в останній чверті 17 ст. В деяких оповіданнях описано стихійні лиха: пожежу в Київському замку, посушливі роки, великі морози, нашестя сарани, чума, землетруси, сонячне затемнення тощо. М.к.л. – одне із джерел великих літописних праць 18 ст., цінна хроніка з історії України 17 ст.